# Бранко Стојковић (лекар)
Др Бранко Стојковић (Рујковац, 1934) био је лекар специјалиста физикалне медицине и рехабилитације у Лесковцу.

## Биографија
Одласком др Матића у пензију на дужност начелника Службе за физикалну медицину и рехабилитацију постављен је др Бранко Стојковић. Рођен је у Рујковцу 1934. године, где је завршио основну школу, нижу гимназију у Лебану, а средњу Медицинску у Нишу 1954. године. По одслужењу војног рока запослио се у лабораторији Опште болнице 1956. и радио до октобра 1961. године, када уписује медицински факултет у Београду. Следеће године прелази на Медицински факултет у Нишу и завршава студије децембра 1966. године.
По завршеном лекарском стажу радио је у здравственој амбуланти у Манојловцу, потом у Хигијенском заводу до 1972. године; тада добија специјализацију из Физикалне медицине и рехабилитације и завршава је 1975. године у Београду. Наставио је са радом у служби, најпре као шеф Одсека за амбулантну рехабилитацију, а новембра 1995. године постављен је за Начелника службе рехабилитације.
Поред свакодневних послова које је обављао, радио је и на личном стручном образовању и усавршавању. Објавио је преко 30 стручних радова на симпозијумима, секцијама и конгресима у земљи и иностранству.